# Antonio Brusi y Ferrer
Antonio Brusi y Ferrer (Barcelona, 4 de abril de 1815-Barcelona, 30 de diciembre de 1878) fue un periodista, editor y empresario español. Llegó a ostentar el título nobiliario de I marqués de Casa Brusi.

## Biografía
Fue propietario y director del Diario de Barcelona. Era hijo de Antonio Brusi y Mirabent, quien adquirió el diario en 1814. En 1865 cedió la dirección a Joan Mañé i Flaquer, quien ya era en ese momento el principal redactor desde 1854. En 1875 el rey Alfonso XII le otorgó el título de marqués de la Casa Brusi. El Diario de Barcelona era llamado popularmente «el brusi» en su honor y en el de su padre. Ambos tienen dedicada una calle de Barcelona, la calle Brusi. Fue padre de Antonio María Brusi y Mataró.